# Xylophanes minos
Xylophanes minos är en fjärilsart som beskrevs av Ménétriés 1856. Xylophanes minos ingår i släktet Xylophanes och familjen svärmare. Inga underarter finns listade i Catalogue of Life.